# Phare de Punta Concón
Le phare de Punta Concón (en espagnol : Faro Punta Concón) est un phare actif situé sur à Viña del Mar (Province de Valparaíso), dans la Région de Valparaíso au Chili.
Il est géré par le Service hydrographique et océanographique de la marine chilienne dépendant de la Marine chilienne.

## Histoire
Ce phare, érigé sur Punta Concón (ceb), est situé à 15 km au nord de Valparaíso et au sud-ouest de Concón. Il marque l'approche du port de plaisance de la Marina Higuerillas  par l'ouest.

## Description
Le phare est une tourelle cylindrique en fibre de verree, avec une petite lanterne circulaire de 5 m de haut, s'élevant d'un socle quadrangulaire en béton. La tour est peinte en blanc avec une bande rouge. Il émet, à une hauteur focale de 15 m, un éclat blanc par période de 12 secondes. Sa portée est de 11 milles nautiques (environ 20 km).
Il possède aussi un feu à secteurs émettant deux éclats rouges par période de 6 secondes, en direction du nord.
Identifiant : ARLHS : CHI-012 - Amirauté : G1880 - NGA : 111-1255 .

### Lien connexe
- Liste des phares du Chili